# ARA Nueve de Julio (C-5)
«Нуеве де Хуліо» (ісп. ARA Nueve de Julio (C-5)) - легкий крейсер військово-морських сил Аргентини, колишній американський крейсер «Бойсі» типу «Бруклін».

## Історія служби

### У складі ВМС США
Крейсер «Бойсі» був збудований у 1936 році. Брав участь у Другій світовій війні. У 1946 році був виведений в резерв.

### У складі ВМС Аргентини
11 січня 1951 року крейсер «Бойсі» був проданий Аргентині, де отримав назву «Нуеве де Хуліо» («9 липня»), на честь дати проголошення Декларації незалежності Аргентини.
Корабель брав участь в революції 1955 року, під час якої обстрілював нафтобазу та військові об'єкти у Мар-дель-Плата.
У 1971 році «Нуеве де Хуліо» був виведений в резерв. До середини 1970-х років він перебував у занедбаному стані на військово-морській базі Пуерто-Бельграно.
З березня по грудень 1976 року корабель використовувався як підпільна тюрма, де утримувались противники режиму.
31 жовтня 1977 року «Нуеве де Хуліо» виключений зі складу флоту. У 1981 році він був проданий Японії на злам і розібраний у 1983 році.